# 孫焵
孫焵（1467年—？），字礪之，直隸興州右屯衛官籍，直隸金壇縣人，明朝政治人物。

## 生平
順天府鄉試舉人。弘治九年（1496年）中式丙辰科會試第二百四十二名，三甲第八十五名進士。授南京大理寺评事。

## 家族
曾祖孫欽，指揮僉事；祖父孫澄，指揮僉事；父孫榤，指揮僉事。母吳氏；繼母陸氏。严侍下。